# Antipatros Idumejský
Antipatros Idumejský (cca 100 př. n. l. – 43 př. n. l.) byl otcem v Bibli popisovaného judského krále Heroda Velikého. Za manželku si vzal Kypros, příslušnici vážené nabatejské rodiny z Petry.

## Biografie
Byl z rodu Idumejců (Edomejců), kteří byli Alexandrem Jannaiem přinuceni přijmout židovskou víru. Stal se zakladatelem herodovské dynastie. Podle Josefa Flavia byl synem Antipase.
Dva z jeho synů byli Herodes Veliký a Fasael. Herodes se stal již ve 25 letech správcem Galileje. Antipatros byl také významný vojevůdce a správce Idumey. K moci mu pomohl bratrovražedný boj o trůn Judského království. Antipatros se dokázal postavit na správnou stranu a společně s vojsky Římana Pompeia Velikého pomohl k znovunabytí trůnu Hyrkanovi II., kterému chtěl uzmout moc jeho mladší bratr Aristobúlos II. Hyrkanos poté de facto předal moc Antipatrovi z vděčnosti za pomoc při dobývání trůnu a sám se věnoval pouze kněžským záležitostem. Antipatros se stal správcem Judeje. Antipatros byl i vynikající diplomat, sedával u jednoho stolu s Pompeiem Velikým a následně i s jeho soupeřem Gaiem Caesarem. Vždy se dokázal přidat k té správné straně. Pomohl i Kleopatře v jejím boji o egyptský trůn s jejím bratrem.
Nakonec však zemřel jako oběť intrik. Byl zřejmě otráven přívrženci Antigona z rodu Hasmoneovců (syn Aristobula II.) v dalším pokusu o násilné sesazení Hyrkana II. Syn Aristobúla II, Antigonos, se za pomoci parthské armády pokusil dobýt trůn. Za příslib bohaté kořisti přivedl do země parthské vojsko a oblehl Jeruzalém. Antipatros byl otráven, Hyrkanos upadl do zajetí, přičemž přišel o uši a Herodes ztratil v bitvě svého milovaného bratra Fasaela a sám se s rodinou zachránil na poslední chvíli. Když ho dohonily parthské oddíly, svedl s nimi vítěznou bitvu. Svůj majetek a rodinu – manželku Mariamné, sestru Salome, matku Kypros a celý svůj dvůr ukryl ve skalní pevnosti Masada, do té doby pokládané za nedobytnou. Sám se neprodleně vypravil hledat pomoc do Říma. Do celé záležitosti se tedy nakonec opět vložili Římané. Herodes odplul přes rozbouřené zimní moře v r. 40 př. n. l. do Říma požádat o pomoc svého přítele Marka Antonia. Římský senát ho jmenoval králem Judska.